# Lech le Blanc
 (septembre 2021).
Si vous disposez d'ouvrages ou d'articles de référence ou si vous connaissez des sites web de qualité traitant du thème abordé ici, merci de compléter l'article en donnant les références utiles à sa vérifiabilité et en les liant à la section « Notes et références ».
Lech le Blanc (Leszek Biały) de la dynastie des Piasts, né en 1186 ou 1187 et mort le 23 novembre 1227, est le fils de Kazimierz II le Juste et d'Hélène de Znojmo. Il est duc de Cracovie (1194-1198, 1202-1210, et à partir de 1211), duc de Sandomierz (1194-1227), duc de Mazovie (1194-1200) et duc de Cujavie (1199-1200).

## Un début de règne mouvementé
À la mort de son père le 5 mai 1194, le très jeune Lech le Blanc hérite du trône de Cracovie ainsi que du duché de Mazovie et de Cujavie. Son oncle Mieszko III le duc de Grande-Pologne, ambitionnant de reconquérir le trône de Cracovie, envahit la Cujavie qu’il offre à son fils Bolesław. 
Le 13 septembre 1195, en Cujavie, un affrontement militaire sanglant opposant Mieszko III aux partisans de Lech le Blanc (bataille de la Mozgawa) ne permet pas à Mieszko de prendre l’avantage. Son fils Bolesław périt dans la bataille.

## La régence deMieszkoIIIle Vieux
En 1198, à la suite d'un accord, Mieszko III devient princeps de fait. Il assure la régence au nom de Lech le Blanc qui a l’appui de la noblesse. En échange, il restitue la Cujavie et reconnaît Lech le Blanc comme héritier du trône de Grande-Pologne.  
Le 13 mars 1202, à la mort de Mieszko III le vieux, Lech le Blanc, en âge de régner, lui succède. Władysław III aux Jambes Grêles s’empare brièvement du trône avant d’être chassé de Cracovie. Konrad, le frère de Lech, devient duc de Mazovie et de Cujavie.

## Accord avec la Hongrie sur Halych
En 1205, Roman Mstislavitch, le prince de la Rus' de Halych-Volodymyr, lance une offensive contre la Pologne. Il est arrêté par les armées de Konrad de Mazovie et de Lech le Blanc. Le prince Roman est tué en passant la Vistule le 19 juin 1205 (bataille de Zawichost). Lech le Blanc intervient dans la guerre de succession au trône de Halych-Volodymyr qu’il convoite. En 1215, il signe un accord avec la Hongrie en vertu duquel la principauté devait être indépendante avec comme souverain le fils du roi de Hongrie (Coloman) qui devra épouser Salomé, la fille de Lech le Blanc. Ce mariage se fait en 1219.

## Rapprochement avec la papauté
En 1206, Iwo Odrowąż devient le chancelier de Lech le Blanc alors qu'Henryk Kietlicz, l’archevêque de Gniezno jette l’anathème sur Władysław III aux Jambes Grêles qui conteste la légitimité de Lech. 
En 1207, Lech le Blanc applique les réformes du pape Innocent III, soutenues par l’archevêque de Gniezno et par son chancelier. Il renonce également au droit d’investiture épiscopale ce qui permet à Wincenty Kadłubek d’être élu évêque de Cracovie par le Chapitre le 11 septembre 1207. En échange, une bulle du pape Innocent III confirme la légitimité de Lech le Blanc et place la Pologne sous la protection du Saint-Siège. La Pologne rejoint les États vassaux de l’Église faisant contrepoids au Saint-Empire.

## Privilèges accordés à l’Église
Le 29 juillet 1210, à l’occasion d’un synode tenu à Borzykowa en même temps qu’une assemblée des ducs polonais, Henryk Kietlicz arrive à faire confirmer les nombreux privilèges obtenus par l’Église à Łęczyca en 1180. Il obtient le privilège d’immunité pour l’Église (elle pourra avoir ses propres tribunaux). Tous ces privilèges sont reconnus par Lech le Blanc, Conrad Ier de Mazovie et Władysław Odonic. Profitant de l’absence de Lech le Blanc, Mieszko IV Jambes Mêlées envahit Cracovie et s’empare du trône. À son décès, le 16 mai 1211, Lech le Blanc retrouve le pouvoir. À Wolbórz en 1215, Lech le Blanc accorde de nouveaux privilèges à l’Église, permettant à celle-ci d’être un véritable État dans l’État.

## Indépendance par rapport au Saint Empire
En 1215, Frédéric II devient le nouveau roi d’Allemagne et accorde des privilèges aux ducs polonais qui rendent ceux-ci plus indépendants du Saint-Empire. 

## Accord de paix et christianisation de la Prusse
En 1217 (ou 1218), un accord est conclu entre Lech le Blanc, Henri Ier le Barbu et Władysław III aux Jambes Grêles. Lech le Blanc et Władysław III aux Jambes Grêles décident que la Petite-Pologne et la Grande-Pologne reviendront à celui des deux qui vivra le plus longtemps. Les trois ducs décident également d’entreprendre la christianisation de la Prusse. En 1222, les Polonais lancent une première croisade contre les Prussiens qui se soldera par un échec. En 1223, ils entreprennent sans beaucoup plus de succès une nouvelle grande croisade contre les Prussiens sous les auspices de l’évêque missionnaire Christian de Oliva. 
En 1225, des opposants à Lech incitent Henryk Ier le Barbu à s’emparer du trône de Cracovie. Malgré l’accord de paix, celui-ci assiège la ville pendant quelques jours avant de renoncer.

## L’assassinat de Lech le Blanc

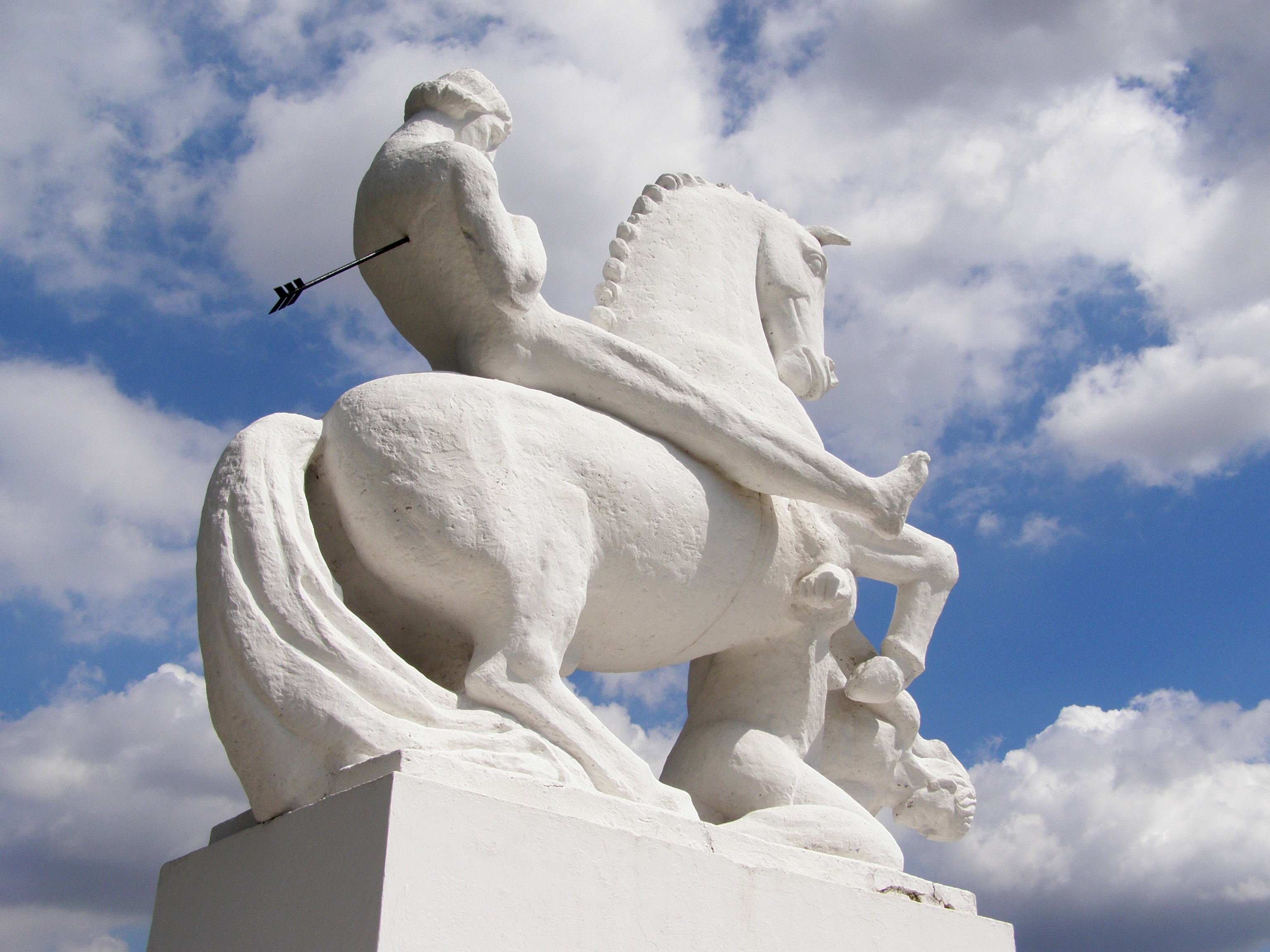
Statue de Lech.

En 1216 (ou 1217), Lech le Blanc confie le duché de Gdańsk à Świętopełk II de Poméranie qui lui rend un hommage de vassalité, tout en ayant pour objectif de se libérer de la suzeraineté polonaise. 
Świętopełk II se trouve un allié en la personne de Władysław Odonic écarté du pouvoir en Grande-Pologne par Władysław III aux Jambes Grêles. Świętopełk II lui promet le trône de Cracovie et la Silésie s’il l’aide à éliminer Lech le Blanc et Henri Ier le Barbu. 
Le 23 novembre 1227, à l’occasion d’une assemblée des ducs Piasts à Gąsawa, Lech le Blanc est tué dans un guet-apens monté par Świętopełk II de Poméranie et Władysław Odonic. Henri Ier le Barbu est gravement blessé. Lech le Blanc fut le dernier duc de Cracovie ayant eu autorité sur tous les duchés polonais. Son assassinat est suivi d’une "foire d’empoigne" entre les prétendants au trône dont sortira vainqueur Władysław III aux Jambes Grêles.

## Mariage et descendance
En 1207, Lech le Blanc épouse Grzymisława de Luck, fille de Ingwar, prince de Loutsk et coprince de Kiev. Ils ont 3 enfants :
1. Salomé (1211/1212 - 1268), épouse Coloman de Galicie. Elle sera béatifiée par le pape Clément X ;
2. Helena (morte en 1265), épouse Vasilko Romanovich (en)[1] ;
3. Bolesław V le Pudique (né le 21 juin 1226, mort le 7 décembre 1279), qui succédera à son père.